# Fristet (sæson 2)
Den anden sæson af reality tv-serien Fristet - hvor langt vil du gå? blev sendt på TV3 i 2012.
- Land: Thailand
- Vært: Adam Duvå Hall
- Vinder: Nicholai Bach (385.000 kr.)[1]
- Finalister: Thomas Cortz Johansen (0 kr.) og Angelina Manalo (0 kr.)
- Udstemte (Ikke finalister, men deltagere som stadig medvirker i finalen): Amalie Lind, Michelle Sørensen, Joanna Andersen, Jesper Skovsgård Pedersen, Christian Bysted Christensen, Bo Marcus Nicas Hansen og Allan Olsen
- VIP-gæster: Frederik Fetterlein, Janni Ree, Denice Klarskov og Jesper Skibby
- Antal afsnit: 48
- Antal deltagere: 22
- Vinderholdet: Fattigt hold (385.000 kr.)

## Deltagerne
| Hold    | Navn                                   | Alder | Fra           | Flyttet ind | Flyttet ud |
| ------- | -------------------------------------- | ----- | ------------- | ----------- | ---------- |
| Fattigt | Nicholai Bach                          | 22    | Aalborg       | Ep 1        | VINDER     |
| Fattigt | Thomas Cortz Johansen                  | 23    | København     | Ep 25       | Finalen    |
| Fattigt | Angelina Manalo                        | 23    | Amager        | Ep 5        | Finalen    |
| Fattigt | Christian Bysted Christensen (Udstemt) | 23    | Borbjerg      | Ep 21       | Ep 47      |
| Fattigt | Michelle Sørensen (Udstemt)            | 25    | Randers       | Ep 9        | Ep 46      |
| Rigt    | Joanna Andersen (Udstemt)              | 21    | Vollsmose     | Ep 1, 45    | Ep 44, 46  |
| Rigt    | Jesper Skovsgård Pedersen (Udstemt)    | 27    | Brovst        | Ep 9        | Ep 44      |
| Rigt    | Bo Marcus Nicas Hansen (Udstemt)       | 23    | Vanløse       | Ep 1        | Ep 44      |
| Rigt    | Allan Olsen (Udstemt)                  | 28    | København     | Ep 37       | Ep 44      |
| Fattigt | Amalie Lind (Udstemt)                  | 20    | Frederiksberg | Ep 1        | Ep 44      |
| Fattigt | Claus Kruse                            | 31    | København     | Ep 29       | Ep 40      |
| Rigt    | Simone Sascha                          | 23    | Østerbro      | Ep 33       | Ep 36      |
| Rigt    | Lasse Damsgaard                        | 22    |               | Ep 25       | Ep 32      |
| Fattigt | Jonas Jensen                           | 25    | Næstved       | Ep 1        | Ep 28      |
| Fattigt | Shirley Noraphanlop                    | 22    | Amager        | Ep 17       | Ep 28      |
| Fattigt | Carolina Noemi Martinez                | 20    | Amager        | Ep 1        | Ep 24      |
| Rigt    | Maria Bruun                            | 25    | København     | Ep 5        | Ep 20      |
| Fattigt | Arik Twena                             |       | København     | Ep 13       | Ep 16      |
| Rigt    | Christopher Jensen                     | 21    | Aarhus        | Ep 1        | Ep 12      |
| Rigt    | Søren Pokkes Clausen                   | 29    | Næstved       | Ep 1        | Ep 11      |
| Rigt    | Sofie Lyck Møller                      | 20    | Aarhus C      | Ep 1        | Ep 8       |
| Fattigt | Ida Beth                               | 20    | Ishøj         | Ep 1        | Ep 4       |